# Chino santandereano
La chino santandereano est une race bovine originaire de Colombie.

## Origine

### Géographique et étymologique
Elle provient du département de Santander qui lui a donné son nom.

### Historique
Elle descend de bovins de diverses races espagnoles débarqués en Colombie dès le XVIe siècle dans les ports de Carthagène des Indes et Santa Marta.

## Morphologie
Elle porte une robe rouge avec toutes les nuances du froment clair au rouge sombre.

## Sources